# Royaume-Uni au Concours Eurovision de la chanson 1991
Le Royaume-Uni était représenté au Concours Eurovision de la chanson 1991 par la chanteuse Samantha Janus avec la chanson "A Message to Your Heart". Elle a été choisi dans le cadre du processus de sélection nationale dans l'émission A Song for Europe et s'est classé dixième à l'Eurovision, recevant 47 points.

## Sélection

### A Song for Europe 1991
Les huit chansons en lice pour représenter le Royaume-Uni ont été présentées lors du Talk-show de Terry Wogan, Wogan sur BBC1. Deux chansons ont été présentées lors de chacune des quatre émissions entre le 20 et le 27 mars. Les chansons ont également été diffusées dans divers programmes sur BBC Radio 2.

#### Finale
L'édition 1991 de A Song for Europe a eu lieu le 29 mars 1991 et était animée par Terry Wogan. À la suite des commentaires quelque peu négatifs d'un membre du panel de célébrités en 1990, l'idée du panel a été abandonnée en 1991. Le BBC Concert Orchestra (en) sous la direction de Ronnie Hazlehurst en tant que chef d'orchestre a accompagné toutes les chansons, les musiciens apparaissant devant la caméra pour la première fois depuis 1978.
Une émission distincte des résultats a été diffusée sur BBC1 le même soir. BBC Radio 2 a diffusé simultanément la finale, avec les commentaires de Ken Bruce, mais n'a pas diffusé l'émission des résultats.
Malcolm Roberts était l'un des six chanteurs qui avaient représenté conjointement le Luxembourg au Concours Eurovision de la chanson 1985, devenant ainsi le deuxième participant à une finale britannique à avoir participé à l'Eurovision pour un autre pays, après Dan Duskey (alias Michael Palace) en 1986.
Comme au cours des trois dernières années, un vote téléphonique national a décidé du résultat du concours. Samantha Janus a gagné avec 108 896 appels contre 95 696 pour Brendan Faye.
| Ordre | Artiste                     | Chanson                   | Auteur(s) compositeur(s)                  | Télévote | Place |
| ----- | --------------------------- | ------------------------- | ----------------------------------------- | -------- | ----- |
| 1     | The Ravenscroft Partnership | "We Will Protect You"     | Raf Ravenscroft, Julian Littman, R. Young | 36,047   | 5     |
| 2     | Christopher Ellis           | "Straight to Your Heart"  | Christopher Ellis                         | 14,231   | 7     |
| 3     | Samantha Janus              | "A Message to Your Heart" | Paul Curtis                               | 108,896  | 1     |
| 4     | Christie                    | "Nothing On This Earth"   | Nigel Stock                               | 17,296   | 6     |
| 5     | Malcolm Roberts             | "One Love"                | Malcolm Roberts                           | 11,250   | 8     |
| 6     | Lorraine Craig              | "A Little Bit of Heaven"  | Tony Moore                                | 61,589   | 3     |
| 7     | Julie Finney                | "True Love"               | Bim Sinclair, Bud Sinclair                | 58,146   | 4     |
| 8     | Brendan Faye                | "Lover Come In"           | Brendan Faye                              | 95,696   | 2     |

#### Discographie britannique
- Samantha Janus - A Message to Your Heart: Hollywood HWD104 (7" Single)/HDW104T (12" Single)/HWD104CD (CD Single).
- Malcolm Roberts - One Love: Madierpo 92/002 (sortie belge uniquement).

## À l'Eurovision
Le concours de 1991 s'est déroulé au Studio 15 de Cinecittà à Rome en Italie, le 4 mai. Samantha Janus interprète A Message to Your Heart en 20e position, après l'Espagne et avant Chypre. Au terme du vote final, le Royaume-Uni termine 10e sur 22 pays avec 47 points.
Ses choristes ce soir-là (comme elles l'avaient été lors de la finale britannique) étaient Zoe Picot, Lucy Moorby et la sœur de Lyn Paul, Nikki Belcher. Ils étaient soutenus au fond de la scène par la chanteuse Hazell Dean, et l'ancien chanteur de Belle and the Devotions, Kit Rolfe, qui ont apporté leur soutien pendant les répétitions pour aider à fixer le chant.
Le jury britannique a attribué ses 12 points au vainqueur du concours, la Suède.

### Vote
| Score     | Pays                                       |
| --------- | ------------------------------------------ |
| 12 points |                                            |
| 10 points | Malte                                      |
| 8 points  |                                            |
| 7 points  |                                            |
| 6 points  | - Autriche - Italie                        |
| 5 points  | - Israël - Suisse                          |
| 4 points  |                                            |
| 3 points  | - Belgique - Danemark - Grèce - Luxembourg |
| 2 points  |                                            |
| 1 point   | - Chypre - France - Portugal               |

| Score     | Pays       |
| --------- | ---------- |
| 12 points | Suède      |
| 10 points | Israël     |
| 8 points  | Suisse     |
| 7 points  | Malte      |
| 6 points  | France     |
| 5 points  | Turquie    |
| 4 points  | Irlande    |
| 3 points  | Luxembourg |
| 2 points  | Belgique   |
| 1 point   | Espagne    |